# Herennia oz
Espèce
Statut de conservation UICN

 LC  : Préoccupation mineure
Herennia oz est une espèce d'araignées aranéomorphes de la famille des Araneidae.

## Distribution
Cette espèce est endémique du Territoire du Nord en Australie. Elle se rencontre dans le bassins des Alligator Rivers.

## Description
La femelle holotype mesure 11,6 mm, les femelles mesurent de 11,6 à 13,6 mm.

## Systématique et taxinomie
Cette espèce a été décrite par Kuntner en 2005.

## Étymologie
Cette espèce est nommée en référence à Oz, le surnom de l'Australie.

## Publication originale
- Kuntner, 2005 : « A revision of Herennia (Araneae:Nephilidae:Nephilinae), the Australasian coin spiders. » Invertebrate Systematics, vol. 19, no 5, p. 391–436.